# Wakefield
Wakefield es una ciudad situada en el municipio metropolitano de Ciudad de Wakefield, en West Yorkshire (Inglaterra). Tiene una población estimada, en 2019, de 96 291 habitantes.
Es parte del área metropolitana de Leeds (en inglés, Leeds City Region o, informalmente, Greater Leeds).
Es la sede del municipio y cuenta con una gran catedral.
El 30 de diciembre de 1460 tuvo lugar la batalla de Wakefield, durante las Guerras de las Rosas, en la cual las tropas de Ricardo de York fueron aplastadas por las tropas de la Casa de Lancaster. En las proximidades se encuentran las históricas ruinas del Castillo de Sandal. 

## Proyectos de renovación

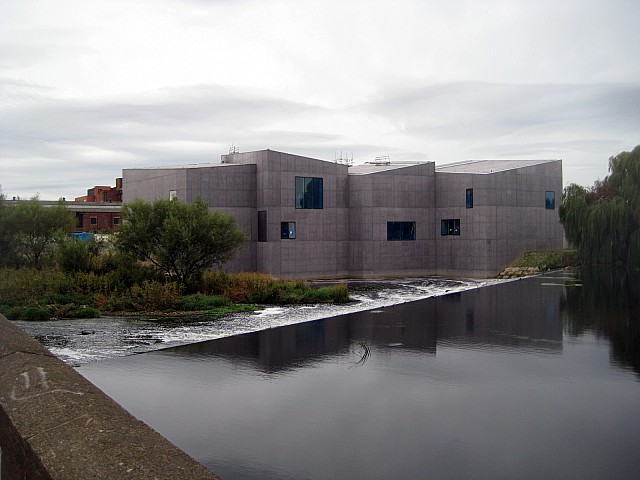
The Hepworth Wakefield (David Chipperfield)

Zona minera por excelencia, entró en depresión por el cierre de las minas y las industrias del vidrio y textiles a finales de la década de 1970. 
En los últimos años se han llevado adelante diversos proyectos para revivir la ciudad, que incluyen el centro comercial Trinity Walk, con una tienda por departamentos, un supermercado y varios locales. La plaza central se ha rediseñado con una fuente de agua y el centro comercial Ridings ha sido reformado.  
Los desarrollos junto al río y el canal, el "Wakefield Waterfront", incluyen la renovación de un almacén de navegación catalogado como Grado II y unidades de oficinas, tiendas minoristas, restaurantes y cafeterías. El emprendimiento incluye la galería de arte The Hepworth Wakefield, designada así en homenaje a la escultora local Barbara Hepworth, que se inauguró en mayo de 2011. La galería tiene diez espacios internos que exhiben muchos ejemplos del trabajo de Hepworth. La galería agregó alrededor de £ 10 millones a la economía local al atraer a 500.000 visitantes en su primer año. 
Varios edificios de apartamentos y oficinas fueron construidos en Chantry Waters, en la isla entre el río y el canal. 

## Personalidades notables
La periodista Anne O’Hare McCormick (1882-1954) nació en Wakefield pero vivió toda su vida en Nueva York; en 1927 ganó el premio Pulitzer.
La banda de glam rock y progresivo Be Bop Deluxe se formó en esa ciudad, siendo de allí sus miembros Bill Nelson (quien desarrolló una reconocida carrera musical) e Ian Parkin.
Tim Booth, cantante de James, también nació en la localidad.